# Pavetta tarennoides
Pavetta tarennoides là một loài thực vật thuộc họ Rubiaceae. Đây là loài đặc hữu của Kenya.